# Homološka algebra
Homološka algebra je grana matematike koja izučava homologiju u opštem algebarskom okruženju. To je relativno mlada disciplina, čije poreklo se može pratiti do istraživanja kombinatorne topologije (preteče algebarske topologije) i apstraktne algebre (teorije modula i linearnih relacija) s kraja 19. veka, uglavnom zaslugom Anrija Poenkarea i Dejvida Hilberta.
Razvoj homološke algebre bio je usko isprepleten s nastankom teorije kategorija. Uopšte, homološka algebra je proučavanje homoloških funktora i zamršenih algebričnih struktura koje oni uključuju. Jedan prilično koristan i sveprisutan koncept u matematici su lančani kompleksi, koji se mogu proučavati putem njihove homologije i kohomologije. Homološka algebra pruža sredstva za izdvajanje informacija sadržanih u ovim kompleksima i njihovo predstavljanje u obliku homoloških invarijanati prstenova, modula, topoloških prostora i drugih 'opipljivih' matematičkih objekata. Moćan alat za ovo pružaju spektralne sekvence.
Homološka algebra je od samog nastanka igrala ogromnu ulogu u algebarskoj topologiji. Njen uticaj se postepeno proširio i trenutno uključuje komutativnu algebru, algebarsku geometriju, teoriju algebarskih brojeva, teoriju reprezentacije, matematičku fiziku, operatorske algebre, kompleksnu analizu i teoriju parcijalnih diferencijalnih jednačina. K-teorija je nezavisna disciplina koja se zasniva na metodama homološke algebre, kao i nekomutativna geometrija Alena Kona.

## Istorija homološke algebre
Proučavanje homološke algebre je započeto u njenom najosnovnijem obliku tokom 1800-ih kao grane topologije. Tek je tokom 1940-ih godina ona postala samostalni predmet proučavanja, sa izučavanjem tema kao što su: ext funktor i tor funktor, između ostalog.

## Lančani kompleksi i homologija
Pojam kompleksa lanaca je centralan u homološkoj algebri. Apstraktni lančani kompleks je niz {\displaystyle (C_{\bullet },d_{\bullet })} abelovih grupa i grupa homomorfizama, sa svojstvom da je kompozicija bilo koje dve uzastopne mape nula:
{\displaystyle C_{\bullet }:\cdots \longrightarrow C_{n+1}{\stackrel {d_{n+1}}{\longrightarrow }}C_{n}{\stackrel {d_{n}}{\longrightarrow }}C_{n-1}{\stackrel {d_{n-1}}{\longrightarrow }}\cdots ,\quad d_{n}\circ d_{n+1}=0.}
Elementi Cn se nazivaju n-lancima, a homomorfizmi dn se nazivaju graničnim mapama ili diferencijalima. Lančane grupe Cn mogu biti obdarene dodatnom strukturom; na primer, to mogu biti vektorski prostori ili moduli preko fiksnog prstena R. Diferencijali moraju da sačuvaju dodatnu strukturu ako ona postoji; na primer, to moraju biti linearne mape ili homomorfizmi R-modula. Radi lakšeg označavanja, pažnju treba usredsrediti na abelove grupe (tačnije, na kategoriju Ab abelovih grupa); proslavljena teorema Barija Mičela implicira da će se rezultati generalizovati na bilo koju abelovu kategoriju. Svaki lančani kompleks definiše još dva niza abelovih grupa, cikluse Zn = Ker dn i granice Bn = Im dn+1, gde Ker d i Im d označavaju jezgro i sliku od d. Pošto je kompozicija dve uzastopne granične mape nula, ove grupe su ugrađene jedna u drugu kao
{\displaystyle B_{n}\subseteq Z_{n}\subseteq C_{n}.}
Podgrupe abelovih grupa su automatski normalne; stoga se može definisati n-ta homološka grupu Hn(C) kao faktorska grupa n-ciklusa po n-granicama,
{\displaystyle H_{n}(C)=Z_{n}/B_{n}=\operatorname {Ker} \,d_{n}/\operatorname {Im} \,d_{n+1}.}
Kompleks lanca naziva se acikličnim ili tačan niz ako su sve njegove homološke grupe nula.

## Literatura
- Henri Cartan, Samuel Eilenberg (19. 12. 1999). Homological algebra. Princeton University Press. ISBN 0-691-04991-2.. With an appendix by David A. Buchsbaum. Reprint of the 1956 original. Princeton Landmarks in Mathematics. Princeton University Press, Princeton, NJ, 1999. xvi+390 pp.
- Grothendieck, Alexander (1957). „Sur quelques points d'algèbre homologique, I”. Tohoku Mathematical Journal. 9 (2): 119—221. doi:10.2748/tmj/1178244839.
- Saunders Mac Lane (15. 2. 1995). Homology. Springer. ISBN 3-540-58662-8.. Reprint of the 1975 edition. Classics in Mathematics. Springer-Verlag, Berlin, 1995. x+422 pp.
- Peter Hilton; Stammbach, U. (фебруар 1997). A course in homological algebra. Springer. ISBN 0-387-94823-6.. Second edition. Graduate Texts in Mathematics, 4. Springer-Verlag, New York, 1997. xii+364 pp.
- Gelfand, Sergei I.; Yuri Manin (26. 11. 2002). Methods of homological algebra. Springer. ISBN 3-540-43583-2.. Translated from Russian 1988 edition. Second edition. Springer Monographs in Mathematics. Springer-Verlag, Berlin, 2003. xx+372 pp.
- Gelfand, Sergei I.; Yuri Manin (20. 5. 1999). Homological algebra. Translated from the 1989 Russian original by the authors. Reprint of the original English edition from the series Encyclopaedia of Mathematical Sciences (Algebra. Springer. ISBN 3-540-65378-3., V, Encyclopaedia Math. Sci., 38, Springer, Berlin, 1994). Springer-Verlag, Berlin, 1999. iv+222 pp.
- Serge Lang (21. 6. 2005). Algebra (3rd изд.). Springer. стр. 157. ISBN 978-0-387-95385-4. Пронађени су сувишни параметри: |pages= и |page= (помоћ). Springer (2002)
- M. F. Atiyah; I. G. Macdonald (21. 1. 1969). Introduction to Commutative Algebra. Basic Books. ISBN 0-201-00361-9.. Oxford 1969, Addison–Wesley Publishing Company, Inc. .
- Goerss, P. G.; Jardine, J. F. (1999), Simplicial Homotopy Theory, Progress in Mathematics, 174, Basel, Boston, Berlin: Birkhäuser, ISBN 978-3-7643-6064-1
- Hovey, Mark (1999), Model categories, Providence, R.I.: American Mathematical Society, ISBN 978-0-8218-1359-1
- Quillen, Daniel (1967), Homotopical Algebra, Berlin, New York: Springer-Verlag, ISBN 978-0-387-03914-5
- R.L. Taylor (1954). „Covering groups of non connected topological groups”. Proceedings of the American Mathematical Society. 5 (5): 753—768. doi:10.1090/S0002-9939-1954-0087028-0..
- R. Brown and O. Mucuk (1994). „Covering groups of non-connected topological groups revisited”. Mathematical Proceedings of the Cambridge Philosophical Society. 115: 97—110. doi:10.1017/S0305004100071942..
- R. Brown and T. Porter, On the Schreier theory of non-abelian extensions: generalisations and computations, Proceedings of the Royal Irish Academy, vol. 96A (1996), 213–227.
- G. Janelidze and G. M. Kelly (2000). „Central extensions in Malt'sev varieties”. Theory and Applications of Categories. 7: 219—226..
- P. J. Morandi, Group Extensions and H3. From his collection of short mathematical notes.
- Buchsbaum, David A. (1955), „Exact categories and duality”, Transactions of the American Mathematical Society, 80 (1): 1—34, ISSN 0002-9947, JSTOR 1993003, MR 0074407, doi:10.1090/S0002-9947-1955-0074407-6
- Freyd, Peter (1964), Abelian Categories, New York: Harper and Row
- Mitchell, Barry (1965), Theory of Categories, Boston, MA: Academic Press
- Popescu, Nicolae (1973), Abelian categories with applications to rings and modules, Boston, MA: Academic Press
- Bott, Raoul; Tu, Loring W. (1982), Differential Forms in Algebraic Topology, Berlin, New York: Springer-Verlag, ISBN 978-0-387-90613-3
- Hatcher, Allen (2002). Algebraic Topology. Cambridge: Cambridge University Press. ISBN 0-521-79540-0.
- Cox, David (2004). Galois Theory. Wiley-Interscience. ISBN 9781118031339. MR 2119052.
- Jacobson, Nathan (2009). Basic Algebra I (2nd изд.). Dover Publications. ISBN 978-0-486-47189-1.
- Rose, John S. (2012). A Course on Group Theory. Dover Publications. ISBN 978-0-486-68194-8. Unabridged and unaltered republication of a work first published by the Cambridge University Press, Cambridge, England, in 1978.
- Hartshorne, Robin (1977), Algebraic Geometry, Graduate Texts in Mathematics, 52, New York, Heidelberg: Springer-Verlag, ISBN 0-387-90244-9, MR 0463157
- May, J. Peter (1999), A Concise Course in Algebraic Topology (PDF), University of Chicago Press, ISBN 0-226-51182-0, MR 1702278
- Switzer, Robert (1975), Algebraic Topology — Homology and Homotopy, Springer-Verlag, ISBN 3-540-42750-3, MR 0385836
- Thom, René (1954), „Quelques propriétés globales des variétés différentiables”, Commentarii Mathematici Helvetici, 28: 17—86, MR 0061823, S2CID 120243638, doi:10.1007/BF02566923[мртва веза]

## Dodatna literatura
- Bhargav Bhatt. „On the direct summand conjecture and its derived variant”. arXiv:pdf/1608.08882.pdf  Проверите вредност параметра |arxiv= (помоћ).

## Spoljašnje veze
- Weisstein, Eric W. „Snake Lemma”. MathWorld.